# Fulton County (Kentucky)
Fulton County je okres ve státě Kentucky v USA. K roku 2000 zde žilo 7 752 obyvatel. Správním městem okresu je Hickman. Celková rozloha okresu činí 597 km².